# Vennesla
Vennesla is een dorp en gemeente in de Noorse provincie Agder. De gemeente telde 14.425 inwoners per 1 januari 2017. De gemeente grenst aan Kristiansand in het zuiden, Lindesnes in het westen, Evje og Hornnes in het noorden en Iveland en Birkenes in het oosten. De huidige gemeente ontstond in 1965 toen de vroegere gemeenten Øvrebø en Hægeland bij Vennesla werden gevoegd.
Het bestuur van de gemeente zetelt in het dorp Vennesla, dat bijna 12.000 inwoners telt. Andere dorpen in de gemeente zijn Skarpengland en Røyknes. 

## Ligging

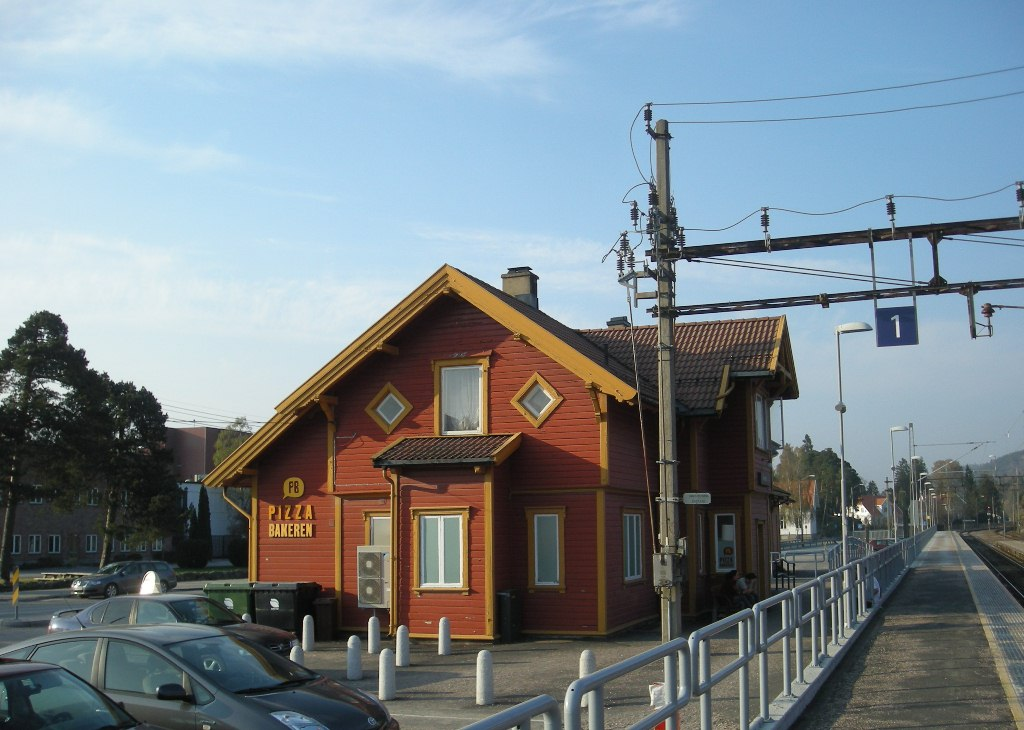
Het station van Vennesla

Het dorp Vennesla ligt aan Riksvei 9 en aan de spoorlijn Oslo - Stavanger. In het verleden hadden meerdere plaatsen in de gemeente een station aan Sørlandsbanen, maar behalve het station in Vennesla zijn alle stations inmiddels gesloten voor personenvervoer. Vanaf het voormalige station in Grovane rijdt nog wel een museumlijn op een klein deel van de opgeheven spoorlijn naar het Setesdal.
Vennesla ligt op korte afstand van de stad Kristiansand en de luchthaven Kjevik. De Otra stroomt door de gemeente en vormt deels de grens met de gemeente Iveland.
Arendal · Birkenes · Bygland · Bykle · Evje og Hornnes · Farsund · Flekkefjord  · Froland · Gjerstad · Grimstad · Hægebostad · Iveland · Kristiansand · Kvinesdal · Lillesand · Lindesnes · Lyngdal · Risør · Sirdal · Tvedestrand · Valle · Vegårshei · Vennesla · Åmli · Åseral 

Fylker van Noorwegen